# Castelnau-Magnoac
 Castelnau-Magnoac  (en occitano gascón: Castèthnau de Manhoac) es una comuna y población de Francia, en la región de Mediodía-Pirineos, departamento de Altos Pirineos, en el distrito de Tarbes. Es el chef-lieu y mayor población del cantón homónimo.
Está integrada en la Communauté de communes du Magnoac, de la que es la comuna más poblada.

## Demografía
Su población en el censo de 2007 era de 763 habitantes.
| 1,122 | 1,209 | 1,016 | 1,024 | 924 | 886 | 797 | 750 | 763 |
| Para los censos de 1962 a 1999 la población legal corresponde a la población sin duplicidades (Fuente: INSEE [Consultar]) |       |       |       |     |     |     |     |     |